# Igor Szuwałow

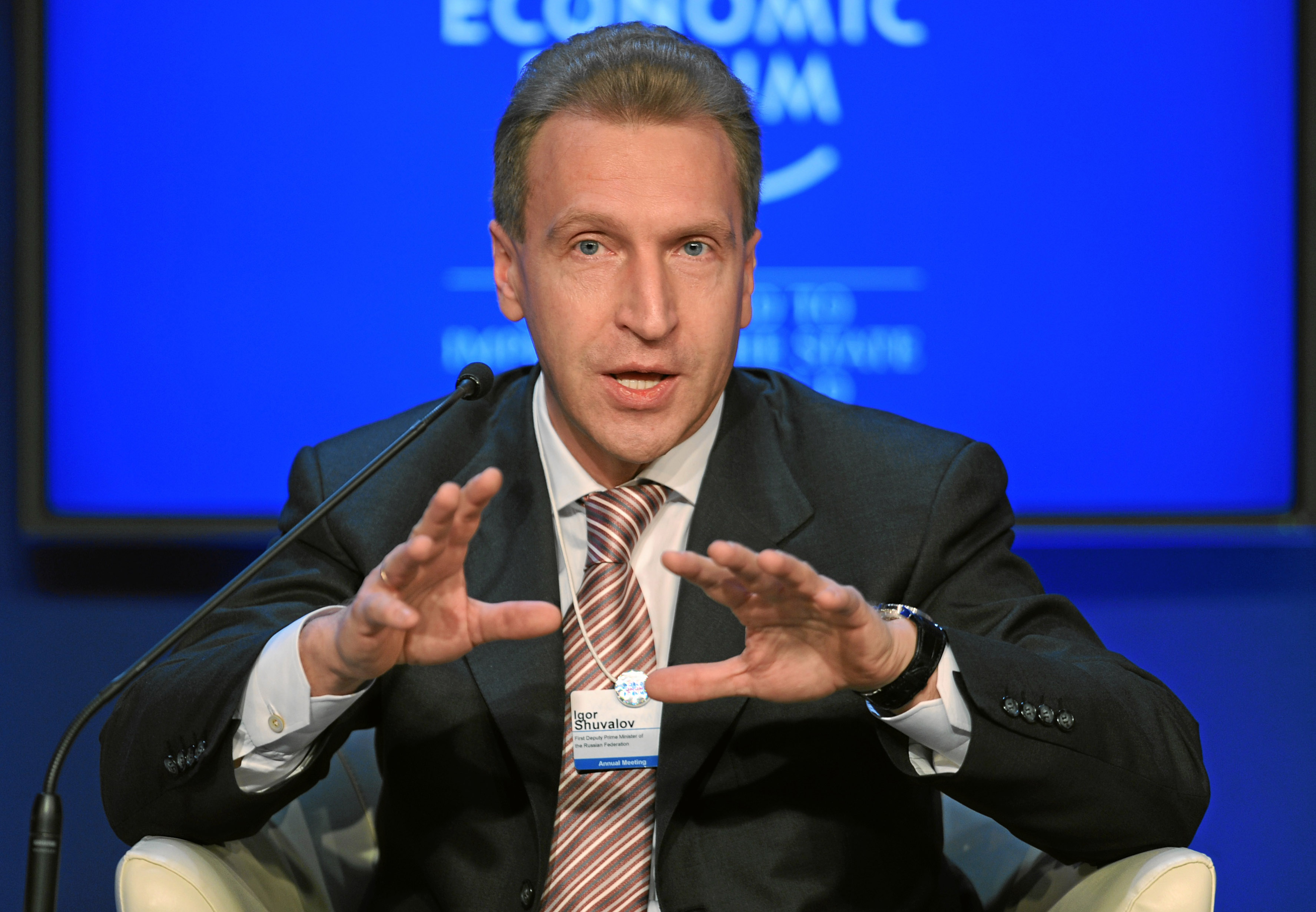
Igor Szuwałow

Igor Iwanowicz Szuwałow (ros. Игорь Иванович Шувалов, ur. 4 stycznia 1967 w Bilibino) – rosyjski polityk, od 12 maja 2008 r. pierwszy wicepremier Rosji.
W 1993 r. ukończył prawo na MGU, po czym podjął pracę jako attaché w departamencie prawnym Ministerstwa Spraw Zagranicznych Federacji Rosyjskiej. Od 1995 r. był dyrektorem kancelarii adwokackiej. Od 1997 r. pracował w Komitecie ds. Majątku Państwowego. 18 maja 2000 r. został ministrem w rządzie Michaiła Kasjanowa jako "szef aparatu rządowego". Od 28 maja 2003 r. pracował jako doradca Władimira Putina. 12 maja 2008 r. został pierwszym wicepremierem (obok Wiktora Zubkowa w drugim rządzie Władimira Putina.
Żonaty, ma syna i dwie córki.